# Síťování celulózy
Síťování celulózových textilií je chemická modifikace struktury vláken za účelem zlepšení určitých fyzikálních vlastností materiálu.
Zesítění se provádí

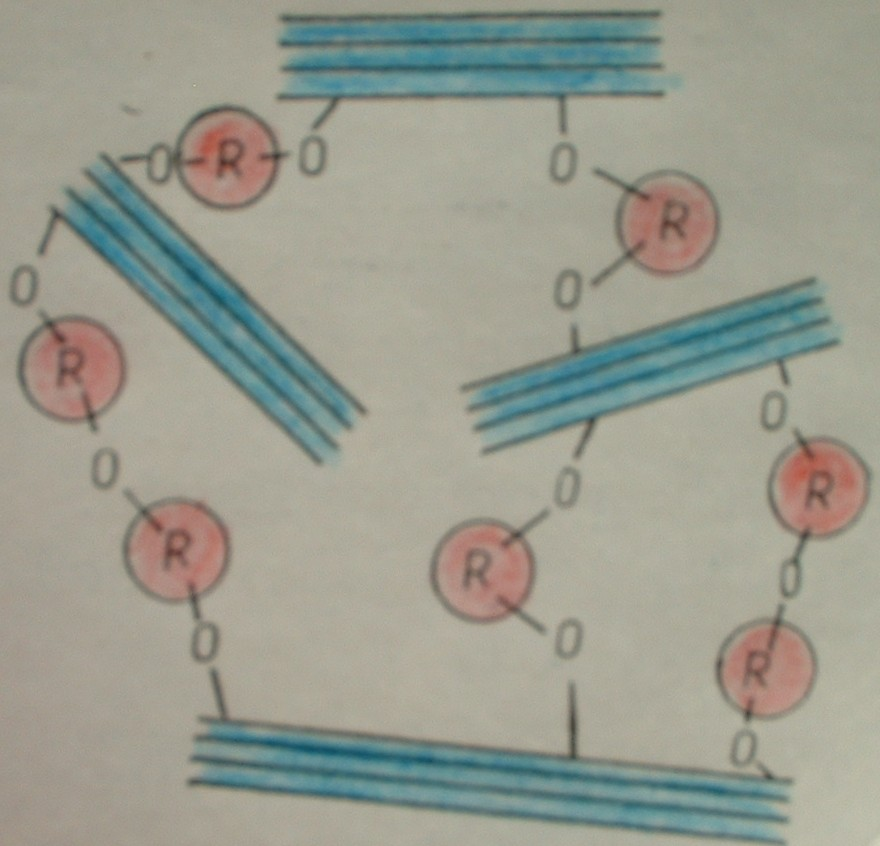
Schéma zesíťovaných celulózových řetězců

- změnou makromolekulární struktury celulózových vláken s cílem snížit příčné bobtnání za spoluúčinku vhodných přípravků
- změnou monomerů ve vláknech na duroplasty[1]

Na nákresu vpravo je naznačeno zesítění (modrých) celulózových řetězců molekulami síťovacího přípravku (R).

## Účinek zesíťování
- Zlepšení: Zotavení ze zmačkání za sucha, rozměrová stálost i po opakovaném praní
- Zhoršení: bobtnavost, odolnost proti oděru a vybarvenost

V účincích zesíťování se projevují rozdíly mezi přírodní celulózou (např. bavlna, len) a textiliemi z regenerovaných celulózových vláken (viskóza, měďnaté hedvábí apod.). U regenerátů se oproti textiliím z přírodní celulózy zlepší pevnost za mokra, pevnost za sucha se nesníží a zotavení ze zmačkání za mokra se nezlepší.

## Technologie síťování
Známé jsou tři způsoby: v suchém stavu, ve vlhkém a mokrém stavu.
Volba technologie je závislá na požadovaném účinku. Například vysoký stupeň nemačkavosti za sucha se dosáhne síťováním v suchém stavu atd.

## Využití
Síťování textilií z celulózy se využívá zejména při následujících procesech:
- Nemačkavá a nežehlivá úprava
- Chemická nesráživá úprava
- Fixace kalandrovacích efektů a některých tužicích úprav [1] [3]